# Шафалович, Фёдор Платонович
Фёдор Платонович Шафалович (14 сентября 1884 года — 19 октября 1952 года) — советский военачальник, генерал-лейтенант (1943), профессор Академии Генерального штаба РККА.

## Биография
Православный. Сын офицера. Учился в 3-м Московском кадетском корпусе, 31 августа 1903 года поступил в Михайловское артиллерийское училище, окончил в 1906 году, выпущен подпоручиком в 27-ю артиллерийскую бригаду. Обучался в Николаевской военной академии, окончил в 1912 году по 1-му разряду, по окончании прикомандирован командиром роты к 107-му Троицкому пехотному полку.

### Первая мировая война
С началом Первой мировой войны, 16 ноября 1914 года Ф. П. Шафалович — старший адъютант штаба 27-й пехотной дивизии (3-й Сибирский армейский корпус). В феврале 1915 года участвовал в Мазурском сражении, в ходе которого 20-й армейский и части 3-го армейского корпусов оказались в окружении в Августовских лесах. Капитан Шафалович сумел выйти из окружения. 3 марта 1916 года назначен вр.и.д. штаб-офицера для поручений при штабе 3-го армейского корпуса (позднее утверждён в должности), подполковник (старшинство с 6.12.1915) затем вр.и.д. начальника штаба 175-й пехотной дивизии, вр.и.д. начальника штаба 15-й Симбирской стрелковой дивизии, с 16 декабря 1917 года — старший адъютант отделения генерал-квартирмейстера штаба Особой армии. В 1917 году имел чин полковника.

### Гражданская война
В апреле 1918 года добровольно вступил в РККА, работал старшим делопроизводителем Всероглавштаба. В сентябре 1918 года назначен помощником начальника штаба 1-й армии Восточного фронта (с 15 августа 1919 года — Туркестанского фронта), с 28 ноября 1918 года по 9 сентября 1920 года — начальник штаба 1-й армии. В 1918 году Ф. П. Шафалович участвовал в боях против белогвардейской армии КОМУЧа и Чехословацкого корпуса в Поволжье, в сентябре-октябре 1918 года — в Симбирской и Сызрань-Самарской операциях наступления Восточного фронта 1918—1919 годов, весной 1919 года — в обороне от наступавших армий Колчака на стерлитамакском и оренбургском направлениях, в апреле-июне 1919 года — в Бугурусланской и Белебейской операциях контрнаступления Восточного фронта, в августе-сентябре 1919 года — в Актюбинской операции Туркестанского фронта. В сентябре-октябре 1919 года участвовал в боях с Уральской армией и Добровольческой армией Деникина, в ноябре 1919 года—январе 1920 года — в Уральско-Гурьевской операции, с января 1920 года — в Хивинской операции, в августе 1920 года — в Бухарской операции.
С 19 сентября 1920 года по 16 декабря 1922 года Ф. П. Шафалович — начальник штаба Туркестанского фронта, занимался борьбой с басмачами.

### Между войнами
После окончания Гражданской войны Ф. П. Шафалович остался на военной службе, с января 1923 года — помощник начальника Военно-академических курсов высшего командного состава РККА, с сентября 1923 года — начальник военного отдела Военно-воздушной академии РККА им. Н. Е. Жуковского, с декабря 1923 года — начальник отдела по подготовке и службе войск Штаба РККА, с июня 1924 года — помощник начальника Управления по боевой подготовке Штаба РККА, с ноября 1924 года — помощник Инспектора пехоты РККА и преподаватель курсов высшего политсостава РККА и Флота с декабря 1925 года — начальник организационно-учётного отдела Управления высших учебных заведений Главного управления (УВУЗ ГУ) РККА, с сентября 1926 года — начальник 3-го отдела УВУЗ ГУ РККА.
В ноябре 1928 года Ф. П. Шафалович становится преподавателем основного факультета Военной академии РККА им. М. В. Фрунзе, с июля 1936 года переходит преподавать в Академию Генерального штаба РККА старшим руководителем.

### Великая Отечественная война
Во время Великой Отечественной войны Ф. П. Шафалович на той же должности, с 1942 года — начальник кафедры тыла Академии Генштаба, Занимался подготовкой кадров, вёл военно-научную работу. Дважды выезжал на фронт: осенью 1944 года находился на 1-м Украинском фронте для изучения опыта Львовско-Сандомирской операции, весной 1945 года на 2-м Белорусском фронте изучал опыт Восточно-Прусской операции.
С 1946 года — член ВКП(б).
Умер Фёдор Платонович Шафалович 19 октября 1952 года в Москве, похоронен на Введенском кладбище (4 уч.).

## Воинские чины и звания

### Российская империя
- подпоручик — (старшинство (ст.) 02.05.1906)
- поручик — (ст. 09.08.1908)
- штабс-капитан — (ст. 09.08.1912)
- капитан — (ст. 09.08.1914)
- подполковник — 1916 (ст. 15.08.1916)
- полковник — на 1917, 16.12[4].

### СССР
- комбриг — 05.12.1935
- комдив — 22.02.1938
- генерал-майор — 04.06.1940
- генерал-лейтенант — 29.10.1943

## Награды

### Российской империи
- Орден Святого Станислава 3-й степени — 19.05.1912
- Орден Святой Анны 4-й степени с надписью «За храбрость» — 05.10.1914
- Орден Святой Анны 3-й степени с мечами и бантом — 30.10.1914[5]

### Советского Союза
- Орден Ленина (21.05.1945)
- Три ордена Красного Знамени (22.02.1938, 3.11.1944, 26.04.1948)
- Орден Красной Звезды (22.02.1944)
- Медали СССР
- Наградное оружие (шашка) от РВС 1-й армии (1920)
- Именное оружие (револьвер) от РВС СССР (1928)

## Сочинения
Ф. П. Шафалович — автор ряда военно-научных трудов, в том числе:
- Боевые действия стрелкового корпуса. — М., 1935.
- Встречный бой 10-го армейского корпуса на р. Золотой Липе 26-29 августа 1914 г. — М., 1938.
- Марш-манёвр 3-й и 8-й русских армий 17.8-31.8 1914 г. Бой на Золотой и Гнилой Липе. — М.: Воен. акад. РККА им. М. В. Фрунзе, 1932.
- Подготовка пехоты в иностранных армиях и у нас. — М — Л.: Государственное издательство, 1927. (коллектив авторов)
- Томашовское сражение. — М.: ВАФ, 1932.

Он перевел с немецкого воспоминания П. Э. фон Леттов-Форбека (Леттов-Форбек О. Мои воспоминания о Восточной Африке. / Леттов-Форбек. Пер. с нем. Ф. П. Шафаловича. — М.: Военный вестник, 1927)